# Ammophila nefertiti
Ammophila nefertiti är en biart som beskrevs av Menke 1964. Ammophila nefertiti ingår i släktet Ammophila och familjen grävsteklar. Inga underarter finns listade i Catalogue of Life.